# Слайдърс
„Слайдърс“ (на английски: Sliders) е американски научнофантастичен сериал, излъчван в пет сезона между 1995 и 2000 година.
В него се разказва за 4 души, които се „плъзгат“ между вселените чрез „червеева дупка“, наречена „тунел на Айнщайн – Розен – Подолски“. Тя се задейства от специален таймер.
Първите три сезона са излъчени по FOX Network. Те официално отказват още след края на първия сезон (22 март 1995 – 17 май 1995), но феновете протестират и те излъчват и следващите 2 сезона (1 март 1996 – 12 юли 1996 и 20 септември 1996 – 16 май 1997). Другите 2 сезона (8 юни 1998 – 23 април 1999 и 11 юни 1999 – 4 февруари 2000) са излъчени по Sci-Fi Channel. Но снимките спират през юли 1999 и шести сезон не се създава. Последният епизод е излъчен на 29 декември 1999 в Великобритания и на 4 февруари 2000 в САЩ.
Продуцентите на сериала са: Трейси Тормѐ, син на певеца Мел Тормѐ и Робърт Уайс.
Първите два сезона са филмирани във Ванкувър, Британска Колумбия, Канада, а другите три – в Лос Анджелис, Калифорния, САЩ.

## Вселената на „Слайдърс“
Сюжетът на сериала се състои в това, че четирима души: студентът по физика Куин Малъри, неговата най-добра приятелка Уейд Катлийн Уилис, певецът Рембранд Лий „Плачещият“ Браун и учителят по физика на Куин професор Максимилиан Артуро се „плъзгат“ между измеренията чрез „тунела на Айнщайн – Розен – Подолски“. Те се озовават все на Земята, но всеки път тя е в различно измерение. На другите Земи са се случили неща като:Съветският съюз е превзел САЩ, Великобритания е спечелила Американската война за независимост или е установен матриархат. „Слайдърс“ си задава въпроса:„Как ли би изглеждал света, ако такова нещо се бе случило?“.
Всички Земи, които не са нашата Земя, се наричат Земя Прим (на английски: Earth Prime). Освен тях, във вселената на „Слайдърс“ участват и планетите Кромаг и Кромаг Прим (вариантите на Кромаг в другите измерения, дом на злите кромаги, лошите герои в сериала.

### Земя Прим
Нашата Земя не е единствена по рода си. Във всяка Вселена си има по една такава. В първия епизод на сериала, студентът по физика и теория на струните от Сан Франсиско Куин Малъри открива начин да пътува между измеренията и да се озовава на всяка от тези Земи и го нарича „тунел на Айнщайн – Розен – Подолски“ заради Парадокса на Айнщайн – Подолски – Розен, който предполага съществуването на тунели, с които може да се пътува между измеренията. Обединеното наименование на всички тези Земи е Земя Прим.
На всяка от Земите, съставляващи Земя Прим, се е случило нещо, точно обратното на даден момент от земната история. Така се показва света, какъвто би бил в днешно време, ако такова нещо се бе случило.

### Кромаг
Кромагите са хуманоидна извънземна цивилизация, злодеят в сериала. Хората ги наричат Маготи или Маги. Те живеят на планетата Кромаг. Четиримата слайдъри се срещат с кромагите за първи път в епизода Инвазия (на английски: Invasion, излъчен на 28 юни 1996) от втори сезон на една от над 150-те Земи, които те посещават през целия сериал. Когато кромагите започват „трансизмерно плъзгане“ те са шокирани, виждайки свят след свят доминиран от човека. Те превземат повечето алтернативни Земи и убиват хората, за да ги ядат.

## Епизоди

### Сезон 1
Излъчване: 22 март 1995 – 17 май 1995
1. Sliders (двучасов пилотен епизод)
2. Fever
3. Last Days
4. Prince of Wales
5. Summer of Love
6. Eggheads
7. The Weaker Sex
8. The King is Back
9. Luck of a Draw

Според първоначалния план те трябвало да бъдат излъчени в следния ред:
1. Sliders
2. Summer of Love
3. Prince of Wales
4. Fever
5. Last Days
6. The Weaker Sex
7. Eggheads
8. The King is Back
9. Luck of the Draw

### Сезон 2
Излъчване: 1 март 1996 – 12 юли 1996 г.
1. Into the Mystic
2. Love gods
3. Gillian of the Spirits
4. The Good, the Bad and the Wealthy
5. El Sid
6. Time Again and World
7. In Dino Veritas
8. Post Traumatic Slide Syndroom
9. Obsession
10. Greatfellas
11. The Young and the Relentless
12. Invasion
13. As Time Goes By

### Сезон 3
Излъчване: 20 септември 1996 – 16 май 1997 г.
1. Rules of the Game
2. Double Cross
3. Electric Twister Acid Test
4. The Guardian
5. The Dream Masters
6. Desert Storm
7. Dragonslide
8. The Fire within
9. The Prince of Slides
10. Death man Sliding
11. State of the Art
12. Season Greedings
13. Murder Most Foul
14. Slide like an Egyptian
15. Paradise Lost
16. Exodus, Part One
17. Exodus, Part Two
18. Sole Survivors
19. The Breeder
20. The Last of Eden
21. The Other Slide of Darkness
22. Slither
23. Dinoslide
24. Stoker
25. The Slide of Paradise

### Сезон 4
Излъчване: 8 юни 1998 – 23 април 1999 г.
1. Genesis
2. Prophets and Loss
3. Common Ground
4. Virtual Slide
5. World Killer
6. Oh Brother, Where Art Thou?
7. Just Say Yes
8. The Alternateville Horror
9. Slidecage
10. Asylum
11. California Reich
12. The Dying Fields
13. Lipschitz Live!
14. Mother and Child
15. Net Worth
16. Slide by Wire
17. Data World
18. Way Out West
19. My Brother's Keeper
20. The Chasm
21. Roads Taken
22. Revelations

### Сезон 5
Излъчване: 11 юни 1999 – 4 февруари 2000 г.
1. The Unstuck Man
2. Applied Physics
3. Strangers and Comrades
4. The Great Work
5. New Gods for Old
6. Please Press One
7. A Current Affair
8. Java Jive
9. The Return of Maggie Beckett
10. Easy Slider
11. Requiem
12. Map of the Mind
13. A Thousand Deaths
14. Heavy Metal
15. To Catch a Slider
16. Dust
17. Eye of the Storm
18. The Seer

## Актьорски състав

### Главни герои
- Джери О'Конъл – Куин Малъри (сезони 1-4)
- Сабрина Лойд – Уейд Катлийн Уилис (сезон 1-3)
- Клийвънт Дерикс – Рембранд Лий „Плачещият“ Браун (сезони 1-5)
- Джон Рис-Дейвис – Професор Максимилиан Артуро (сезони 1-3)
- Кари Вюрер – Маги Бекет (сезони 3-5)
- Чарли О'Конъл – Колин Малъри (сезони 4-5)
- Робърт Флойд - Малъри (сезон 5)
- Тимби Лоук – Даяна Дейвис (сезон 5)

### Други герои
- Роджър Долтри – Генерал Ангъс Рикман
- Лестър Бари – Елстън Дигс
- Питър Джурасик – Доктор Оберън Гайгър

## „Слайдърс“ в България
В България сериалът, преведен „В съседното измерение“, е излъчен за пръв път по AXN със субтитри на български.
По-късно повторенията му започват по AXN Sci-Fi.
През септември 2008 сериалът, този път преведен „Слайдърс. Портата към едно друго измерение“, започна излъчване по Диема 2, всеки делник от 14:30 и с повторение от 07:30, а по-късно от 07:00, като е дублиран на български. Повторното му излъчване започна на 6 юни 2009, всеки делник от 23:00 с повторение на следващия ден от 06:00. Ролите се озвучават от артистите Нина Гавазова, Христина Ибришимова, Силви Стоицов, Георги Георгиев-Гого и Димитър Иванчев.
На 24 октомври 2009 г. започна повторно излъчване по Диема, всяка събота и неделя от 06:00 по два епизода.